# Simon Morris (Footballspieler)
Simon Morris (* 1969/1970) ist ein ehemaliger kanadisch-britischer Footballspieler.

## Leben
Der aus Kamloops (Provinz British Columbia) stammende Morris spielte von 1988 bis 1993 an der Simon Fraser University, während er Kriminologie studierte. 1993 wechselte er zu den Hamburg Blue Devils in die Football-Bundesliga. Der 1,78 Meter messende Wide Receiver spielte in Hamburg an der Seite von Dino Bucciol und Bruce Reid, die bereits an der Hochschule seine Mannschaftskameraden gewesen waren. Morris war bis zum Ende der Saison 1999 Mitglied der Hamburg Blue Devils, wurde mit der Mannschaft 1996 deutscher Meister sowie 1996, 1997 und 1998 Eurobowl-Sieger. 1996 wurde er als bester Spieler des Eurobowls ausgezeichnet.
Morris blieb im Anschluss an seine Footballlaufbahn in Deutschland und wurde beruflich zunächst bei einem Sportartikelhandel sowie anschließend in der Nahrungsmittelbranche leitend im Bereich Verkauf und Vertrieb tätig.